# Fødevareforbundet NNF
Fødevareforbundet NNF är ett fackförbund i Danmark. Förbundet bildades 12 mars 1980 under namnet Nærings- og Nydelsesmiddelarbejder Forbundet genom att Dansk Slagteriforbund, Bageri-, Konditori- og Mølleriarbejdernes Forbund, Tobaksarbejderforbundet i Danmark och Sukkervare- og Chokoladearbejdernes Forbund gick samman. Mælkeriindustriarbejdernes Forbund gick upp i förbundet 1983. Det har haft sitt nuvarande namn sedan 2009. Förbundet har omkring 20 000 medlemmar. Det är en del av Fagbevægelsens Hovedorganisation (FH).